# Католицька церква в Бангладеш
Като́лицька це́рква в Бангладе́ш — друга християнська конфесія Бангладеш. Складова всесвітньої Католицької церкви, яку очолює на Землі римський папа. Керується конференцією єпископів. Станом на 2004 рік у країні нараховувалося близько 283 000 католиків (0,24% від усього населення). Існувало 6 діоцезій, які об'єднували 81 церковних парафій.  Кількість  священиків — 257 (з них представники секулярного духовенства — 126, члени чернечих організацій — 131), постійних дияконів — 0, монахів — 226, монахинь — 1059.